# Teodoro González de León
Teodoro González de León Miranda (Ciudad de México, 29 de junio de 1926 - 16 de septiembre de 2016) fue un arquitecto y pintor mexicano. Entre sus obras se encuentran el Auditorio Nacional, el Centro Cultural Bella Época, el Museo Tamayo Arte Contemporáneo, las torres Arcos Bosques I y II, la Universidad Pedagógica Nacional, el Museo Universitario Arte Contemporáneo y los edificios Reforma 222, Torre 1 y Centro Financiero. Reforma 2400 y la emblemática Unidad Habitacional El Rosario de la Zona Norte de la Ciudad de México.

## Biografía

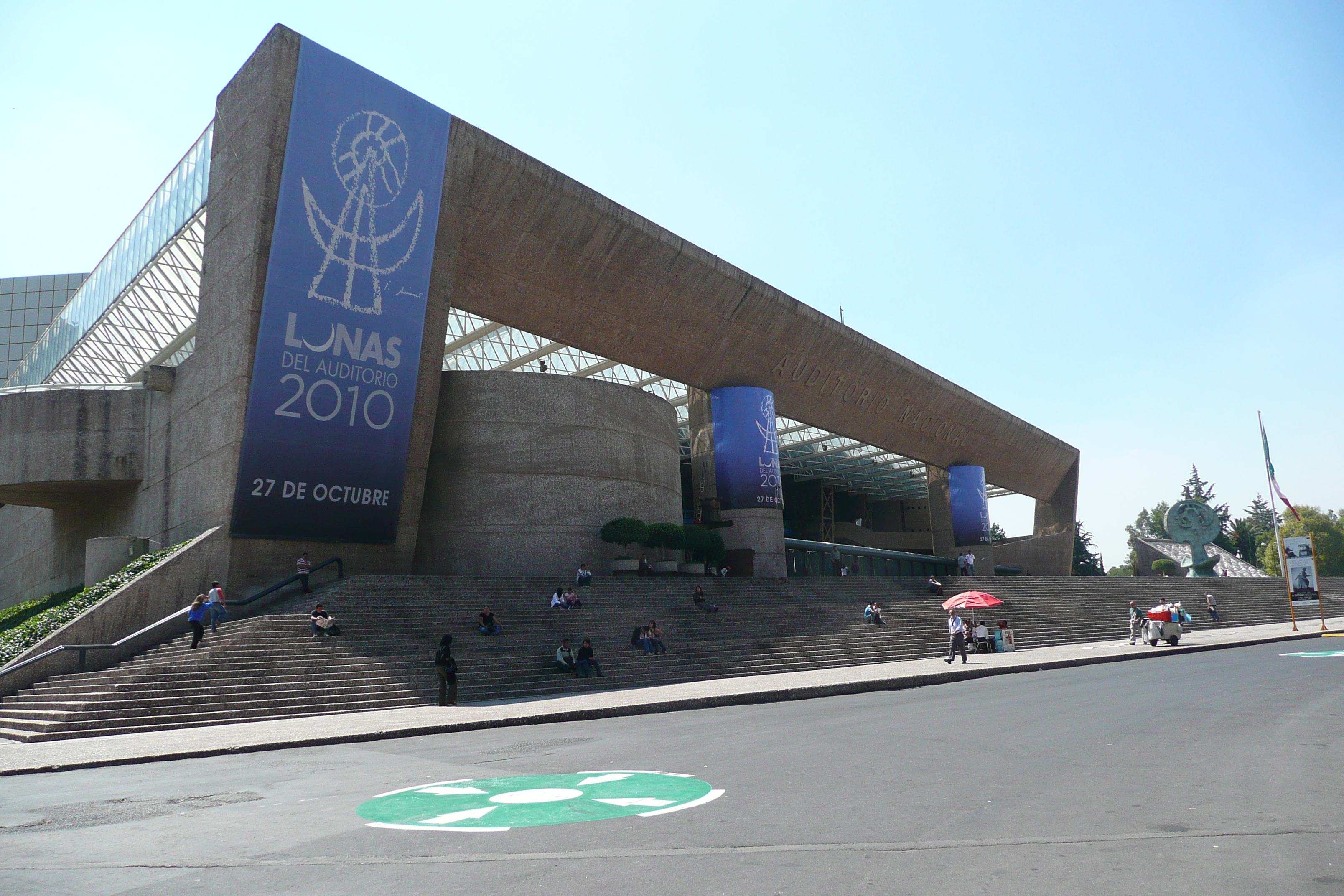
Auditorio Nacional, en colaboración con Abraham Zabludovsky

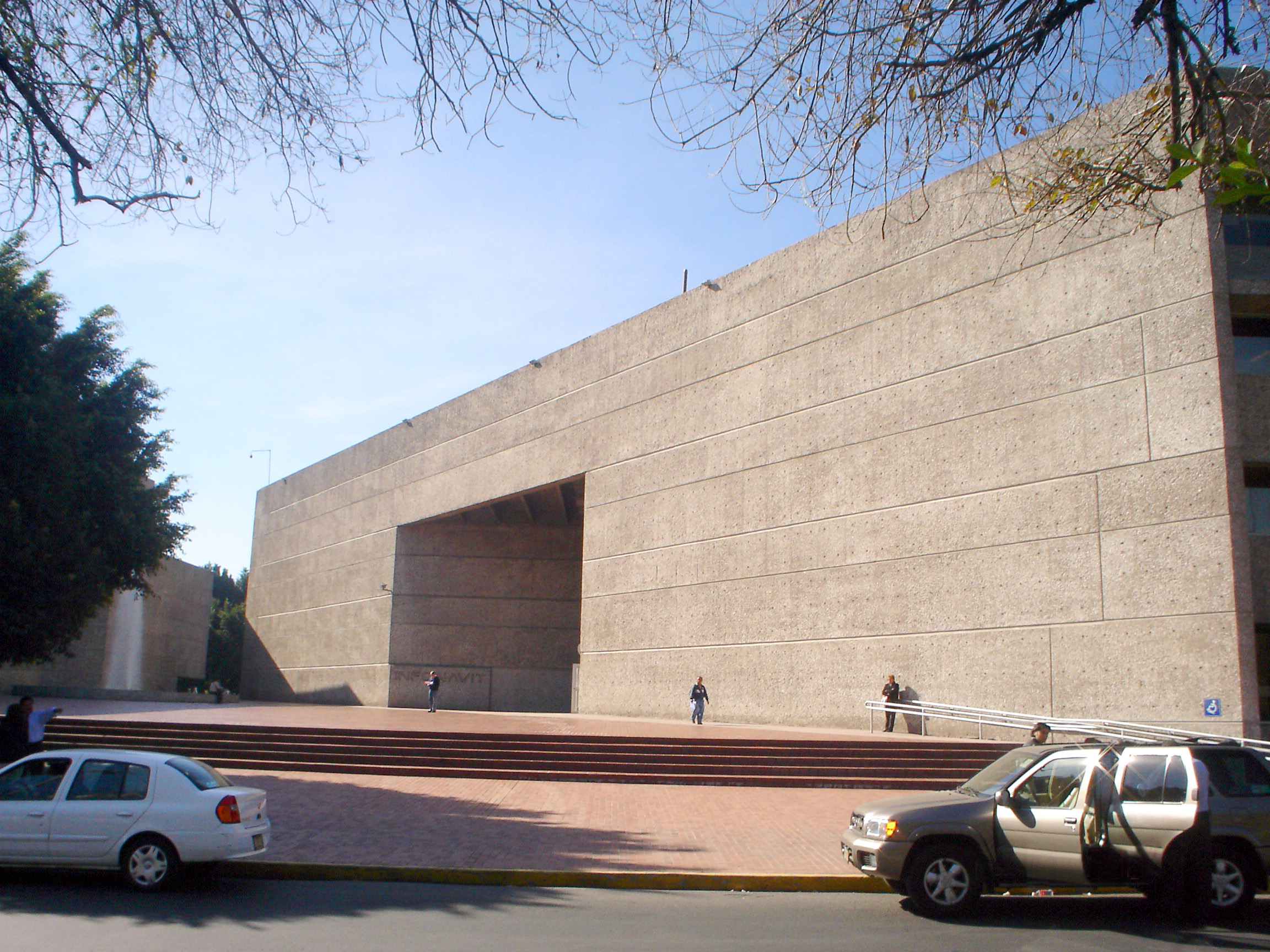
Edificio del Fondo Nacional de la Vivienda para los Trabajadores (Infonavit)

Nació el 29 de junio de 1926 en la Ciudad de México, siendo el segundo hijo del Lic. Alberto González de León y de Doña Paz Miranda. Estudió en la Escuela Nacional de Arquitectura de la Universidad Nacional Autónoma de México. De 1942 a 1947 trabajó con Carlos Obregón Santacilia, Carlos Lazo Barreiro y Mario Pani Darqui. Participó en el anteproyecto de la Ciudad Universitaria de la UNAM con los arquitectos Armando Franco y Enrique del Moral.
Gracias a una beca del Gobierno francés, trabajó durante 18 meses en el taller de Le Corbusier en Francia, a partir de 1947, en donde colaboró como residente en la Unité d'Habitation de Marsella.
La mayor parte de su obra se concentra en Ciudad de México, realizada durante décadas en conjunto con Abraham Zabludovsky (1924–2003), conservando ambos despachos importantes y colaborando en sociedad a nivel práctico.
Arquitecto de renombre internacional fue congruente con una amplia visión del movimiento moderno, convencido de la estética de la abstracción. Autor de obras de gran tamaño muchas de ellas en Ciudad de México, famoso por el uso del concreto cincelado en enormes bloques minimalistas que le impusieron un sello característico en todas sus obras. Algunos autores lo denominan brutalista.
Fundador de una corriente de pensamiento arquitectónico consumada en México basada en la honestidad del material, la simpleza en la composición y la abstracción. Su obra hace una genuina referencia involuntaria a obras de arquitectura prehispánica como Teotihuacán y Monte Albán.
Estuvo casado con la poeta, traductora, editora y crítica literaria uruguayo-mexicana Ulalume González de León, con quien tuvo tres hijos.
Su personalidad arquitectónica es conocida como sello distintivo en Ciudad de México con la utilización de grandes bloques de concreto cincelado, la gran escala y el minimalismo en su obra arquitectónica. El Auditorio Nacional, el Museo Tamayo y el Conjunto Urbano Reforma 222 son algunas de sus obras más importantes e icónicas. Su experiencia arquitectónica en la ciudad le convenció de que “La Ciudad de México es complejísima, sucia, corrupta, pero de una intensidad inigualable. Puedes visitar ciudades europeas bellísimas que son pequeños cementerios de calles vacías”.
Teodoro González de León no solo fue reconocido en México, sino también a nivel internacional. Tuvo el nombramiento de miembro honorario del American Institute of Architects, la Academia de Artes, la Academia Internacional de Arquitectura y del Colegio Nacional.
Murió en su casa en Ciudad de México la madrugada del 16 de septiembre de 2016, sus restos fueron depositados en el Panteón Francés.

## Premios y distinciones

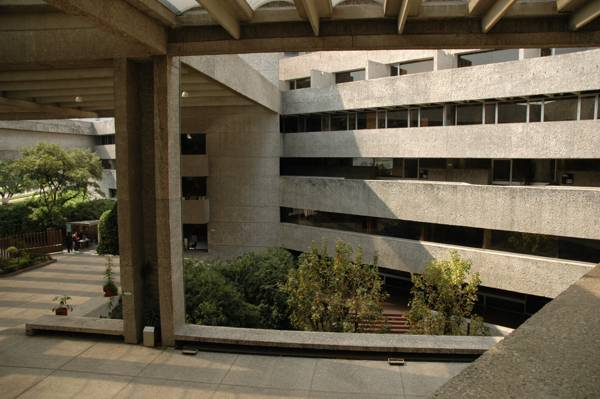
El Colegio de México

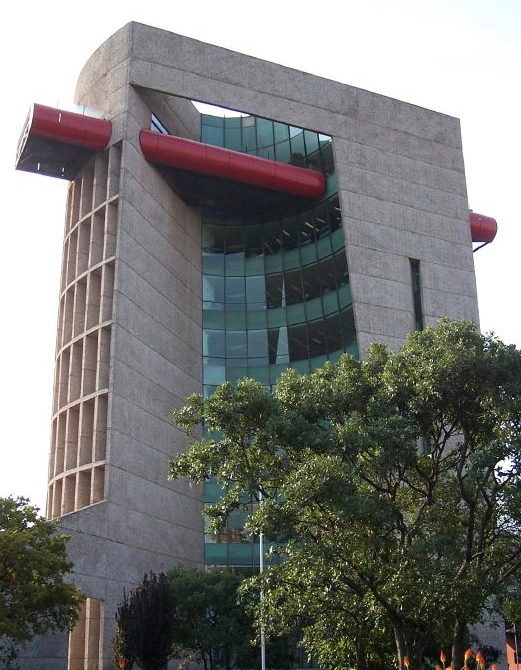
Casa Matriz del Fondo de Cultura Económica

- Académico Emérito de la Academia Nacional de Arquitectura de la Sociedad de Arquitectos Mexicanos en 1978.
- Premio Nacional de Artes otorgado por el gobierno federal de México en 1982.[7]
- Miembro Honorario del American Institute of Architects en 1983.
- Miembro de número de la Academia de Artes de México desde 1984.
- Gran Premio Latinoamericano en la Bienal de Arquitectura de Buenos Aires en 1989.
- Miembro de El Colegio Nacional desde el 28 de octubre de 1989.
- Gran Premio de la Academia Internacional de Arquitectura en la V y VII Bienales de Sofía, Bulgaria, en 1989 y 1994.
- Miembro de la Academia Internacional de Arquitectura desde 1994.
- Gran Premio de la II Bienal Internacional de Arquitectura de Brasil en 1994
- Doctor honoris causa por la Universidad Nacional Autónoma de México en 2001.
- Premio Mario Pani Darqui, otorgado por la Universidad Anáhuac en 2004.
- Premio a la Vida y Obra por su destacada trayectoria profesional, galardón otorgado por el Premio Obras Cemex en 2005.
- Doctor honoris causa por la Universidad Ricardo Palma de Lima, Perú en 2006.
- Premio a la trayectoria profesional en la V Bienal Iberoamericana de Arquitectura y Urbanismo, de Montevideo en 2006.[8]
- Medalla de Oro de la UIA 2008

## Obras representativas

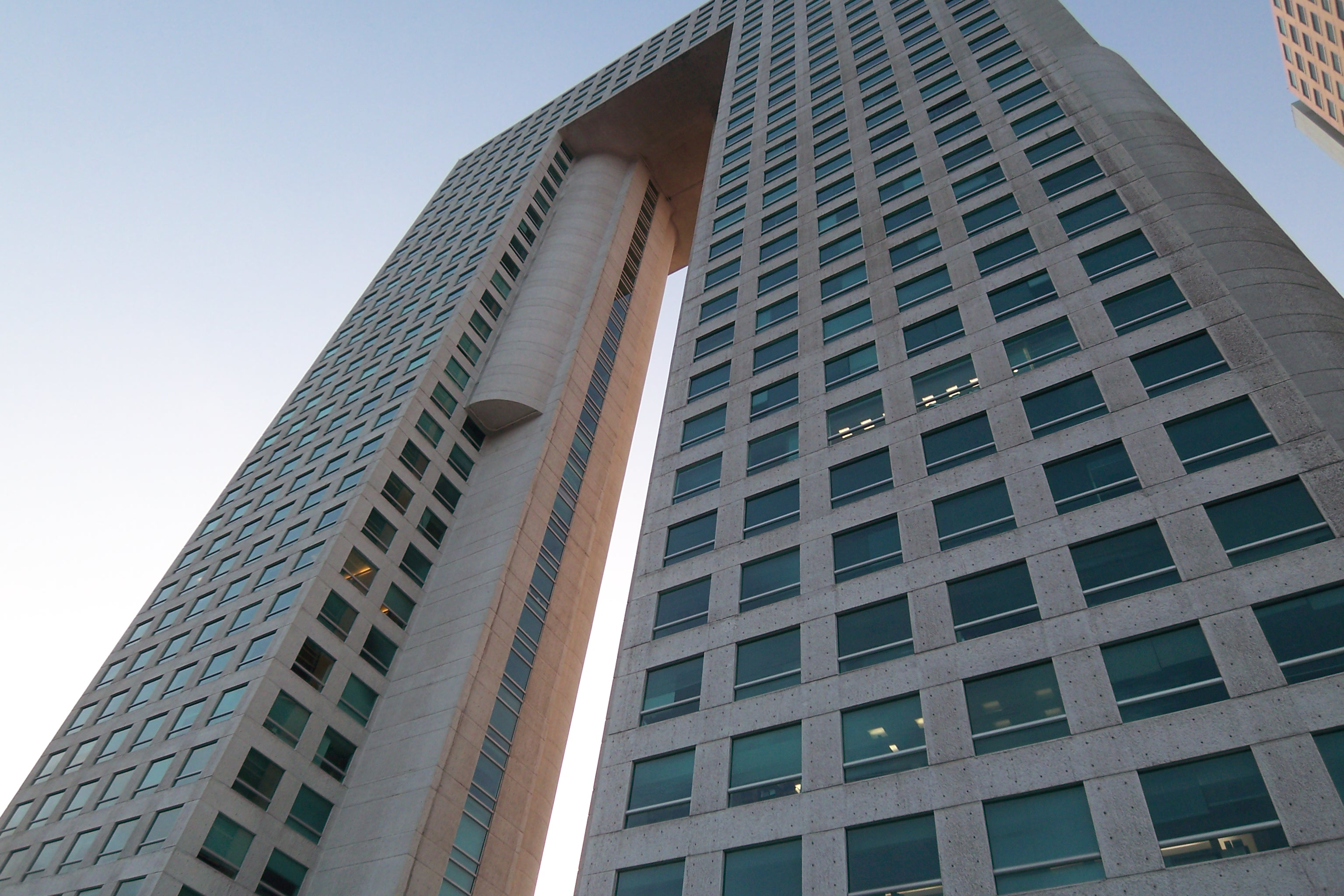
Torre Arcos Bosques I

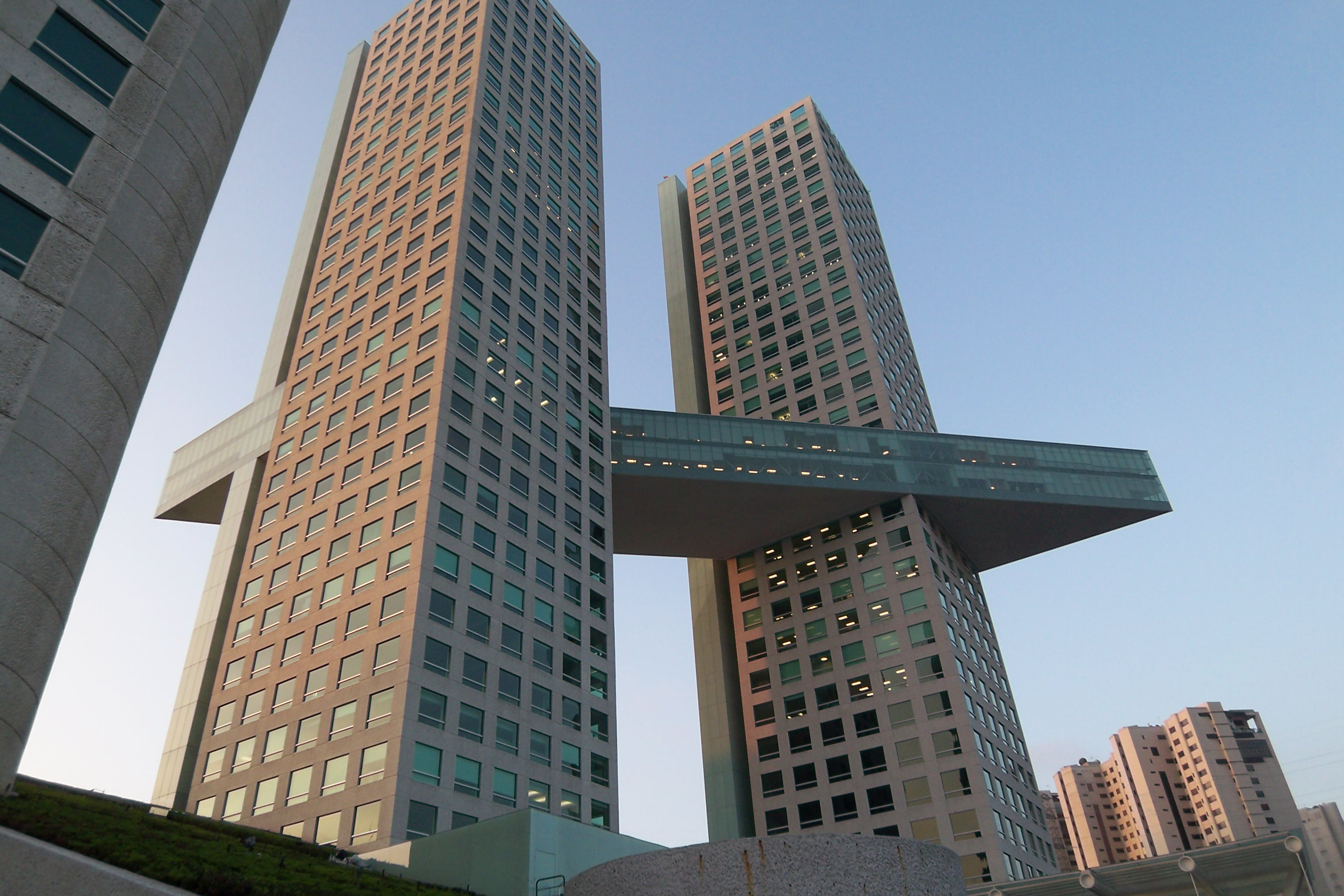
Torre Arcos Bosques II

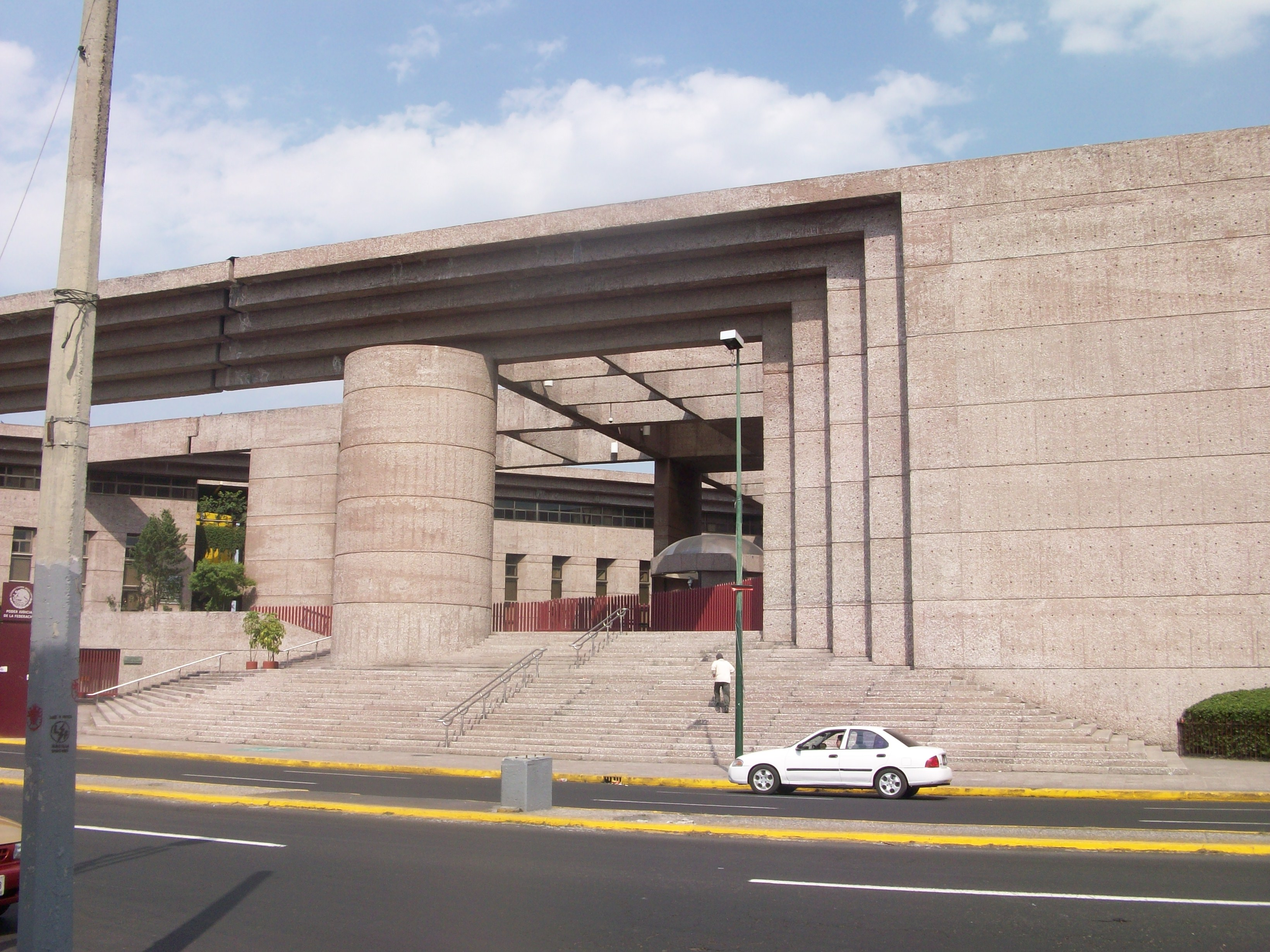
Edificio del Poder Judicial de la Nación

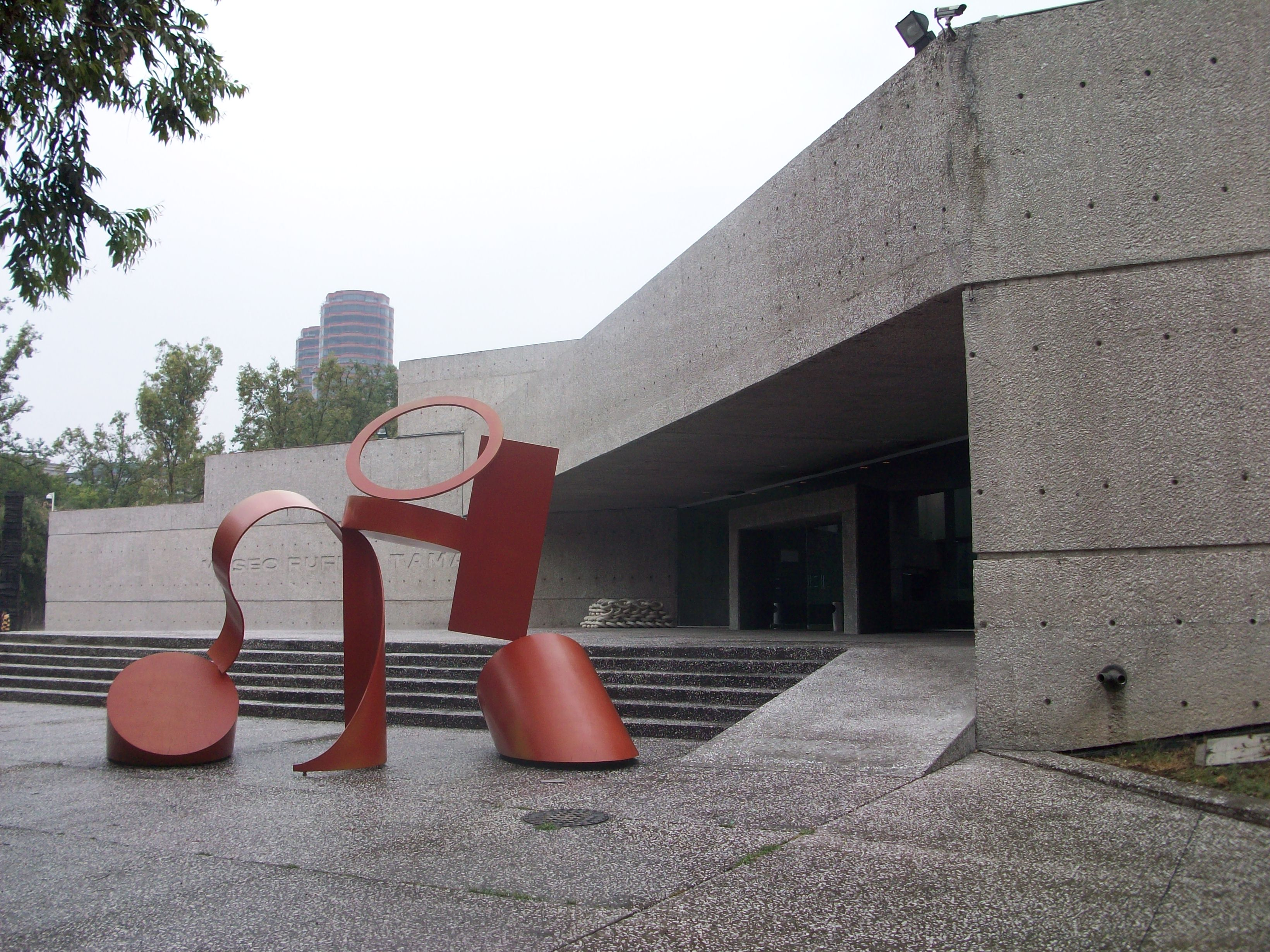
Museo Tamayo Arte Contemporáneo

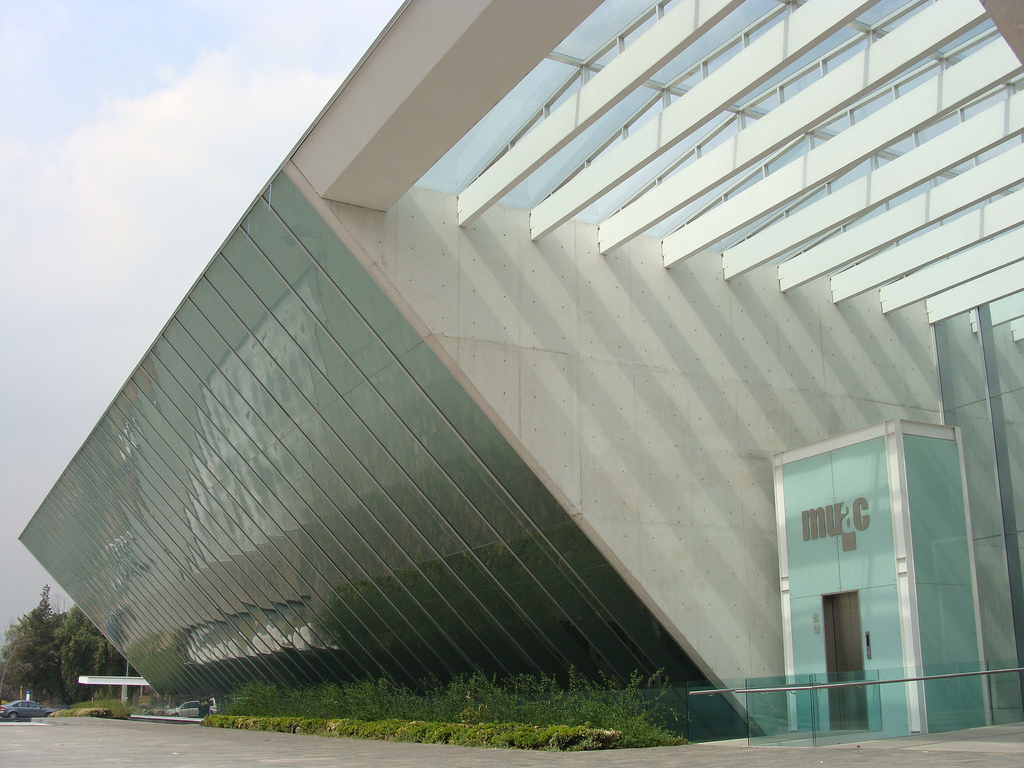
Museo Universitario de Arte Contemporáneo (MUAC)

Es autor, de entre muchos edificios:
- Casa Catán en Paseo de la Reforma 2135 (1953) Ciudad de México (con el arq. Armando Franco).
- Conjunto Habitacional José Clemente Orozco (1957) en Guadalajara, Jalisco.
- Programa de desarrollo urbano en Barra de Navidad, Jalisco, (1958).
- Unidad habitacional en Ciudad Sahagún, Hidalgo, (1962).
- Unidad Habitacional Vallejo-La Patera (1970) en colaboración con el Arq. Abraham Zabludovsky
- Deportivo Tlalli en Tlalnepantla de Baz, Estado de México, (1972).
- Parque Tomas Garrido en Villahermosa, Tabasco.
- Oficinas Centrales del Infonavit (1975)
- Unidad Habitacional Ex-Hacienda de En Medio (1976)
- El Colegio de México (1976)
- Universidad Pedagógica Nacional de México, en colaboración con Abraham Zabludovsky (1978)
- Museo Tamayo Arte Contemporáneo junto con Abraham Zabludovsky (1981)
- Centro Administrativo del Gobierno del Estado de Tabasco (1987).
- Palacio de Justicia Federal, que se encuentra a un costado del Congreso de la Unión.
- Ampliación de las Oficinas Centrales del Banco Nacional de México, en colaboración con Abraham Zabludovsky (1989)
- Remodelación del Auditorio Nacional, en colaboración con Abraham Zabludovsky (1992)
- La casa matriz del Fondo de Cultura Económica (1992)
- Embajada de México en Alemania (2000)
- Remodelación del Centro Cultural Bella Época (2006)
- El complejo Reforma 222 que está conformado de tres torres; Torre 1 Reforma 222 y Torre 2 Reforma 222 (2008)
- Conjunto Arcos Bosques Corporativo, que incluye la Torre Arcos Bosques I (1996) y la Torres Arcos Bosques II (2008)
- Museo Universitario Arte Contemporáneo, ubicado en el Centro Cultural Universitario de la Ciudad Universitaria de la UNAM (2008).
- Querétaro Centro de Congresos (2010)
- Torre Virreyes (2014)
- Universidad Autónoma de Coahuila, campus Arteaga (2014)[10]
- Torre Manacar (2017)
- Edificio Campa 60 perteneciente al Infonavit denominado "La casa de las y los trabajadores " se encuentra ubicado en la calle de Campa número 60 en la Colonia Guadalupe Inn., calle posterior a la ubicación del edificio de las Oficinas Centrales del Infonavit  (también obra suya). El Edificio Campa 60 fue su último proyecto en papel, su construcción se terminó años después a de su fallecimiento. El edificio inicio operaciones para el personal trabajador del Infonavit en diciembre de 2022. En febrero de 2023, el Edificio Campa 60 abre un espacio para albergar el MUNAVI (Museo Nacional de la Vivienda de la CDMX).[11]

Entre sus proyectos de urbanismo destaca, en colaboración con Alberto Kalach, el de Vuelta a la ciudad lacustre.